# Soulcalibur V
Soulcalibur V – szósta część serii gier Soulcalibur wydawanych przez przedsiębiorstwo Namco Bandai i należących do gatunku bijatyk. Została wydana na platformach PlayStation 3 i Xbox 360 31 stycznia 2012 w Ameryce Północnej, 2 lutego 2012 w Japonii oraz 3 lutego 2012 w Europie, Australii i Nowej Zelandii.
W grze jest 26 postaci, w tym Ezio z serii gier Assassin’s Creed.